# موزه ملی کومور

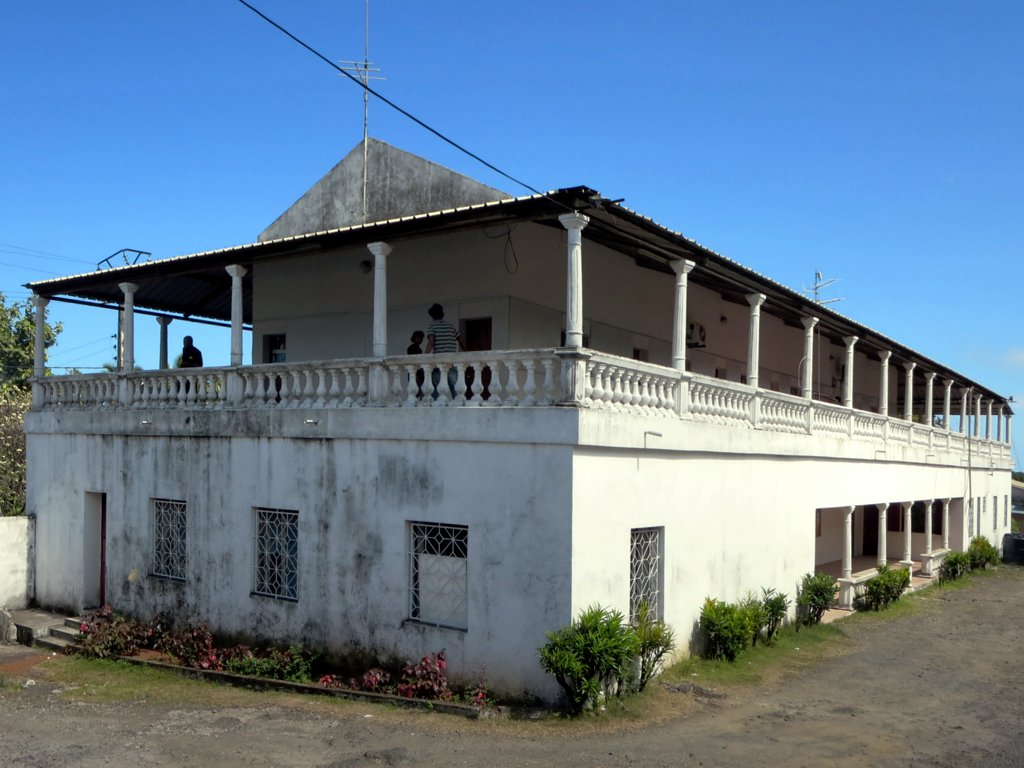
موزه ملی کومور

موزه ملی کومور (به فرانسوی: Le musée national des Comores) (به عربی: المتحف الوطني لجزر القمر) واقع در مورونی، گرند کومور، کومور است.

که میراث فرهنگی این کشور را به نمایش می‌گذارد. این موزه در سال ۱۹۸۹ میلادی افتتاح شده و دارای چهار اتاق نمایشگاهی است.
1. تاریخ، هنر، باستان‌شناسی و دین
2. آتشفشان و علوم زمینی
3. اقیانوس‌شناسی و علوم طبیعی
4. انسان‌شناسی اجتماعی و فرهنگی

این موزه بخشی از مرکز ملی اسناد و تحقیقات علمی است.